# 米尔茨河谷施坦茨
米尔茨河谷施坦茨（德語：Stanz im Mürztal）是奥地利施泰尔马克州米尔茨楚施拉格县的一个市镇。总面积76.73平方公里，总人口1829人，人口密度26人/平方公里（01-01-2017年）。